# Alessandro Ravelli
Alessandro Ravelli (Bergamo, 31 ottobre 1880 – Tirrenia, 14 settembre 1971) è stato un compositore e musicista italiano.

## La vita

### Gli anni giovanili
Alessandro Ravelli nacque a Bergamo il 31 ottobre 1880 dal padre Bernardo e da Emilia Sgritta. Manifestando, fin da piccolo, spiccate capacità artistiche, ad otto anni fu iscritto al Pio Istituto Musicale Donizetti (M.I.A.), che conserva ancor oggi i registri del tempo, alcuni manoscritti del giovane Ravelli, un trattato di storia della musica e varie composizioni per pianoforte.
All'età di dieci anni iniziò il corso, della durata di dieci anni, nella classe del maestro Marinelli per il pianoforte e del maestro Guglielmo Mattioli per strumentale e composizione. Ottenne ogni anno un premio per l'impegno e l'attitudine artistica dimostrate; in modo particolare, nell'anno scolastico 1897-1898 conseguì due premi per pianoforte, un testo delle sonate di Beethoven e uno di Bach.
A sedici anni era "maestrino" e insegnava ai più piccoli.
Rimasto orfano di madre all'età di diciassette anni e abbandonato dal padre, il giovane Ravelli con i due fratelli più piccoli si trasferì in casa dei nonni paterni e fu seguito negli studi dal nonno, professore di tedesco. Per non pesare troppo sul bilancio familiare, Alessandro andava a suonare l'organo nelle chiese per svariate occasioni; era così bravo che una volta il parroco scherzosamente lo rimproverò perché attirava l'attenzione dei fedeli durante la Messa e li distraeva.
Il 27 gennaio 1901 morì Giuseppe Verdi; un piccolo drappello di alunni dell'Istituto Musicale di Bergamo, fra i quali Alessandro, partì all'alba da Bergamo con la diligenza per trovarsi a Milano in tempo per i funerali. Al termine della cerimonia i ragazzi, infreddoliti nelle loro scure mantelline e affamati, furono accompagnati da una nobildonna milanese nel suo palazzo, dove poterono scaldarsi e rifocillarsi per il viaggio di ritorno.

### Le prime produzioni
Nel 1902 Alessandro si diplomò in pianoforte; l'anno successivo (1903) in strumentale per banda.
Nel 1904 fu Istitutore della Banda Cittadina di Busca, in provincia di Cuneo, dove ottenne ottimi risultati e un'attestazione di stima da parte dei molti amici ed estimatori.
Nel 1905 ottenne il diploma di composizione a Parma.
Nel 1906 morì il nonno, che lasciò le proprietà ai due figli; ma Bernardo, padre di Alessandro, dileguatosi dopo la morte della moglie, si era trasferito a Modena. Così, da allora, ci furono due rami della famiglia, uno benestante e uno povero, cui appartenne Alessandro. Ma Alessandro, artista e musicista nato, non si scoraggiò: passò ad Edolo e a Breno, in provincia di Brescia e lì formò una scuola di canto, con cori e solisti, istituendo anche il Nuovo Corpo Musicale di Banda cittadina.
La situazione migliorò quando, nel 1907, a Lovere fu nominato Direttore delle Scuole di Musica dell'Accademia Tadini, sostenuta dalla famiglia Gregorini, proprietaria delle Acciaierie con obbligazioni quotate in Borsa.
Né si può affermare che il sig. Gregorini fosse il suo ‘mecenate’: invitava sì il maestro Ravelli a tutte le importanti cene a casa sua, ma alla fine il Maestro, pregato, teneva un impegnativo concerto al pianoforte, un impegno di lavoro mai retribuito.
In cambio era apprezzato da tutti e gli amici pittori che frequentavano casa Gregorini lo ricambiavano con un quadro.
Dopo l'esame di composizione nell'estate del 1908, andò a Salisburgo, dove risiedevano ancora alcuni amici del nonno, per un corso di perfezionamento; vi ritornò spesso, in seguito, per le vacanze, che in parte trascorreva anche a Parigi, dove d'estate si tenevano concerti all'aperto.
Nel 1909 rappresenta la sua prima opera al Teatro Sociale di Brescia: Redenzione, dramma lirico in tre atti su libretto di Giovanni Annibaldi, di cui esistono ancora tre quadri con le scene dei tre atti. L'opera venne applaudita alla prima da un teatro esaurito. Ottima la critica, come testimoniato dalle recensioni comparse su La Valcamonica (2 maggio 1909), La Provincia di Brescia (1° e 5 maggio), Il Giornale (11 maggio), l’Eco di Bergamo (21 maggio) e Il Cittadino di Brescia (30 aprile).
I giornali di Bergamo ne richiesero la rappresentazione anche al Teatro Donizetti: ma l'impresa non venne conclusa per l'incertezza legata al fattore economico.
Fu proprio in occasione della rappresentazione di Redenzione che il maestro Ravelli conobbe la giovanissima Maria, figlia dell'avvocato bergamasco Geremia Rovelli e di una nobildonna di Agrigento, che diventerà sua moglie solo dopo dodici anni di ‘amore per corrispondenza’.
La seconda opera lirica fu Alba di Roma, dramma in tre atti su libretto di Ercole Rivalta, presentata il 10 marzo 1911 nell'audizione nel salotto dell'abitazione del suo amato maestro Alessandro Marinelli, cui parteciparono i critici dei più prestigiosi giornali di Milano: l'on. Cameroni per L'Italia; Cesari per Il Secolo; Clerici per Il Corriere della Sera; Nappi per La Perseveranza, nonché l'editore Sonzogno. Tutti ne furono entusiasti, ma la commissione della Casa Editrice Sonzogno di Milano, pur apprezzando le bellezze del lavoro, non ne ritenne opportuna la rappresentazione, pare per le esigenze tecniche (sceniche e musicali) che essa richiedeva.

### Il successo: "La Vampa"
Dopo l'audizione e la critica favorevole, il sig. Gregorini accettò di finanziare in parte la rappresentazione e fissò un appuntamento a Lovere con l'editore Sonzogno di Milano.
Ma quando ormai tutto era pronto, la mattina stessa il giovane Gregorini cambiò idea e, senza avvisare nessuno delle importanti personalità giunte per l'occasione da Milano, andò a caccia, rendendosi irreperibile per tutto il giorno.
Sonzogno, in modo particolare, se ne adombrò: era venuto appositamente da Milano a Lovere dopo un faticoso viaggio.
Rimase però amico ed estimatore del maestro Ravelli, tanto che più tardi offrì al Ravelli la scelta di un nuovo libretto e questa cadde sul componimento drammatico La Vampa, di argomento popolaresco a forti tinte e secondo lo stile verista.
Intanto il maestro Ravelli continuava il suo lavoro come Direttore dell'Accademia Tadini di Lovere: componeva musica e dava concerti. Sempre a Lovere, salvò una donna che, a tarda notte, si era gettata nel lago; Alessandro era ad un caffè, ad un tavolino all'aperto con alcuni amici, discutendo come sempre di politica e di arte. Il suo cane, un terranova, era legato con il guinzaglio alla gamba del tavolino. Quando il Maestro si accorse che quella massa scura si gettava nel lago dall'imbarcadero, si alzò di scatto e cominciò a correre, lasciando a terra il cappotto e le scarpe. Il cane lo inseguì abbaiando, trascinandosi dietro il tavolo con tutte le tazzine. Si trattava di una donna grossa e pesante, ben decisa a morire e ci volle tutta la forza di Alessandro e l'appoggio del cane per salvarla.
Alcuni giorni più tardi fu convocato dal Sindaco che lo elogiò per il salvataggio e gli mostrò la medaglia e la pergamena pronte per lui. Ma la burocrazia esigeva che Alessandro dovesse sottoscrivere e firmare la ‘richiesta’ per la medaglia. Cosa assolutamente improponibile per un temperamento indipendente come il suo.
Scoppiata la prima guerra mondiale, all'inizio fu al fronte, ove meritò la medaglia di bronzo; poi, passò ai territoriali. Intanto, gli era giunta la notizia che suo fratello Carlo, granatiere durante la disfatta di Caporetto, era stato gravemente ferito ed era riuscito a sopravvivere solo grazie al suo fisico robusto: era riuscito infatti ad afferrare la coda di un mulo e a farsi trascinare in salvo.
Nel settembre 1919 rappresentò al Donizetti di Bergamo La Vampa, un atto su libretto di Gustavo Macchi, opera che ebbe un grande e unanime successo di pubblico e di critica (cfr. Il giornale di Bergamo, 16 settembre 1919; Eco di Bergamo, 10 settembre 1919; Il Popolo, 16 settembre 1919). Il successo venne ripetuto per sei sere consecutive e l'esecuzione del 17 settembre venne diretta dall'autore stesso.

### Gli anni del fascismo
Tornato a Bergamo come insegnante di pianoforte e di storia della musica al Donizetti, il 26 gennaio 1921 sposa la giovane Maria dalla quale avrà l'unica figlia, Anna, nata due anni dopo.
Intanto il fascismo imperversava. Il maestro Ravelli non si era iscritto al Partito: fu così costretto a lasciare il posto in Conservatorio. Non avendo le possibilità economiche per andarsene con la famiglia dall'Italia, ma non volendo neppure adattarsi al nuovo regime, decise di inventarsi un mestiere nuovo: quello di rappresentante di commercio.
Fu un periodo molto duro per il maestro che, data la sua iniziale inesperienza, finì ben presto i pochi risparmi che aveva. Imparò in fretta, tanto che, per la sua competenza nei nuovi macchinari industriali, molti lo chiamavano ‘ingegnere’.
In questo periodo, dovette rifare la carta d'identità e, con sorpresa mista ad incredulità, trovò che egli non era più ‘Maestro di musica’ ma ‘rappresentante di commercio’.
Si informò con discrezione e seppe il nome di chi si era preso la briga di cambiare le sue generalità: era Bindo Missiroli, un noto fascista, che aveva un ufficio di assicurazioni con la moglie. Egli da sempre nutriva ambizioni musicali e aveva precedentemente chiesto al maestro Ravelli di preparargli una composizione musicale, dato che intendeva presentarsi all'esame di composizione a Bolzano, dove aveva appigli.
Il maestro cortesemente aveva rifiutato, adducendo la mancanza di tempo per impegni di lavoro.
Ma Bindo ottenne comunque il diploma di composizione che, nell'immediato dopoguerra, gli consentì di diventare direttore al Teatro delle Novità al Donizetti, con un entourage a lui devoto.
Le sue posizioni politiche lo tagliarono fuori dallo scenario musicale: furono sistematicamente bocciate le proposte di rappresentare sia “L'alba di Roma”, sia una nuova opera, Astèlia, in tre atti fortemente drammatici e coinvolgenti, con libretto ispirato al dramma sacro Theodora di Corneille. Al maestro non restava che tenere dei concerti privati per amici ed estimatori il sabato sera e la domenica pomeriggio.
Fu così costretto a sfollare a Nembro con la famiglia, in due piccoli locali messi a disposizione del farmacista, che dovette di lì a poco lasciare per rifugiarsi in un casolare abbandonato. Tempo prima, aveva aiutato un partigiano a nascondersi e per questo, ora, era ricercato. Per questo suo atto, a guerra finita, il Comitato di Liberazione gli propose di accettare una carica politica che il maestro rifiutò.
Rientrato a Bergamo, Ravelli tenta di nuovo la strada delle rappresentanze e, del tutto inaspettatamente, ottiene quella di una ditta di ascensori e montacarichi che in pochi anni, durante la ricostruzione, gli consente di risollevarsi economicamente e acquistare il suo primo appartamento, in Via Locatelli nr.7.

### Gli ultimi anni di vita
Alla fine del 1946 termina la composizione di una commedia musicale in tre atti, tratta da Honoré de Balzac, di cui aveva contemporaneamente scritto il libretto e composto la musica: Diatestè. Per quest'ultima sua creazione, il maestro pensava ad una possibile rappresentazione nell'ambito del prestigioso Teatro delle Novità di Bergamo.
Nel 1948 il maestro Ravelli si dedicò ad un progetto ambizioso: creare una macchina per scrivere la musica. La difficoltà di scrivere le note su vari livelli venne superata nello studio tecnico Tinaglia, con l'ingegner Todeschini, e nell'officina Codegone grazie ad una piastra mobile.
L'invenzione funzionava e fu perfezionata tentando vari materiali che consentissero anche la stampa della musica (Eco di Bergamo, 26 gennaio 1967).
Il prototipo fu così portato ad Ivrea, alla Olivetti, che lo fece esaminare e provare. Il verdetto fu ottimo; ma il Consiglio di Amministrazione bloccò la realizzazione, non prevedendo un interesse economico immediato.
Nel 1956 la figlia Anna si separa, dopo dieci anni di matrimonio con il dott. Daniele Cominetti e la nascita del figlio Riccardo. Il maestro Alessandro e la moglie raggiunsero la figlia e il nipote a Tirrenia, in provincia di Pisa, dove nel frattempo Anna si era trasferita per impegni di lavoro.
Morì a Tirrenia il 14 settembre 1971; dopo poco più di un mese, avrebbe compiuto 91 anni.

## Composizioni

### Lavori giovanili
- Sonata per pianoforte
- Gavotta per pianoforte
- Minuetto
- Romanza per tenore (Amore)
- Studio sinfonico
- Liriche
- Madrigali a Cinque Voci
- Quartetti
- Quintetti
- Sonata per violino I e II (Premio Nini nel 1902)
- Fuga tonale
- Fuga reale
- Gavotta per pianoforte II
- Mazurka

### Musica da camera
- Le nozze di Cana

### Musica sacra
- Messa a tre voci
- Mottetti
- Ave Maria a quattro voci reali con organo
- Compianto per la morte di Ermengarda, cantata per tenore, coro e orchestra (sul coro dell'Adelchi, di A.Manzoni)

### Sinfonia
- Impressioni di montagna, eseguita dall'Orchestra della Scala di Milano al Teatro Donizetti di Bergamo il 5 luglio 1918. (Premio Circolo Artistico), suddivisa in tre parti:
  - il ghiacciaio
  - la sorgente
  - l'alba

### Opere
- Redenzione, dramma lirico in tre atti, su libretto di Giovanni Annibaldi; rappresentata a Brescia al Teatro Sociale nel 1909
- Alba di Roma, dramma lirico in tre atti, su libretto di Ercole Rivalta, Audizioni nel marzo 1911
- La Vampa, dramma lirico di un atto su libretto di Gustavo Macchi, rappresentata a Bergamo, al Teatro Donizetti, il 15 settembre 1919
- Astelia, dramma lirico in tre atti, su libretto dell'autore; non rappresentata (periodo fascista)
- Diatestè, commedia musicale in tre atti su libretto dell'autore, scritta nel 1946.

## Musiche manoscritte
- Biblioteca civica Angelo Mai, Bergamo, catalogo informatico delle musiche manoscritte del maestro Ravelli:
  - Musica, ms73, inv A4171;
  - Musica, ms73, inv A4172;
  - Musica, ms73, inv A4173;
  - Musica, ms6.1, inv A4277;
  - Musica, ms74, inv A4278;
  - Musica, ms75, inv A4431;
  - Musica, ms3.10, inv A4432;
  - Musica, ms84, inv A4441;
  - Musica, ms91, inv A4450;
  - Musica, ms104, inv A4461;
  - Musica, ms105, inv A4462;
  - Musica, ms106, inv A4463;
  - Musica, ms107, inv A4464;
  - Musica, ms104, inv A4461;
  - Musica, ms105, inv A4462;
  - Musica, ms106, inv A4463;
  - Musica, ms107, inv A4464;
  - Musica, ms96, inv A4453;
  - Musica, ms97, inv A4454;
  - Musica, ms98, inv A4455;
  - Musica, ms99, inv A4456;
  - Musica, ms108, inv A4465;
  - Musica, ms109, inv A4466;
  - Musica, ms110, inv A4467;
  - Musica, ms111, inv A4488;
  - Musica, ms112, inv A4469;
  - Musica, ms113, inv A4470;
  - Musica, ms114, inv A4471;
  - Musica, ms112, inv A4469;
  - Musica, ms113, inv A4470;
  - Musica, ms114, inv A4471;
  - Musica, ms92, inv A4451;
  - Musica, ms93, inv A4448
  - Musica, ms94, inv A4449
  - Musica, ms95, inv A4452
  - Musica, ms91, inv A4450